# Kirby’s Dream Collection
Kirby’s Dream Collection — сборник компьютерных игр, изданный в 2012 году Nintendo для домашней консоли Wii. Диск был приурочен к двадцатилетию серию Kirby, которое произошло 27 апреля 2012 года. К сборнику прилагался буклет, рассказывающий историю Кирби, саундтрек, музыка из серии и звуковые эффекты. Игра выпущена в Японии 19 июля 2012 года и в Северной Америке 16 сентября того же года. Игра не выпускалась в Европе или Австралии, хотя в журнале Official Nintendo Magazine было подтверждён планируемый выпуск зимой 2012 года.

## Контент
| 1992 | Kirby's Dream Land           |
| 1993 | Kirby's Adventure            |
| 1994 |                              |
| 1995 | Kirby's Dream Land 2         |
| 1996 | Kirby Super Star             |
| 1997 | Kirby's Dream Land 3         |
| 1998 |                              |
| 1999 |                              |
| 2000 | Kirby 64: The Crystal Shards |

Kirby’s Dream Collection включает в себя шесть игр про Кирби, изначально выпущенных на Game Boy, NES, SNES и Nintendo 64. Помимо геймпадов GameCube и Classic Controller, все шесть игр поддерживают управление с помощью пульта Wii Remote, повернутого горизонтально. Некоторые игры поддерживают многопользовательский режим до четырёх игроков. Как и остальные четыре игры коллекции, игры для Game Boy (Kirby’s Dream Land и Kirby’s Dream Land 2) эмулируются через интерфейс Virtual Console Wii, с поддержкой функций «приостановки игры» и ручного управления, несмотря на то, что игры для Game Boy никогда не выходили через Wii Shop Channel. Все шесть игр ранее выходили отдельно на сервисе Virtual Console на Wii и Nintendo 3DS.
Kirby’s Dream Collection также содержит 13 новых сложных этапов, основанных на тех, что были в игре 2011 года Kirby’s Return to Dream Land. В дополнительном разделе-музее представлены видеоролики, связанные с игрой, обложки всех игр серии Kirby, вышедших до 2012 года, а также три эпизода из аниме Kirby: Right Back at Ya! («Kirby Comes to Cappy Town», «Crusade for the Blade» и «Waddle While You Work»). В дополнение к диску с игрой в комплект входит буклет, в котором рассказывается об истории серии Kirby и приводятся закулисные подробности о серии, а также диск с саундтреком, содержащий 42 музыкальные композиции из прошлых игр Kirby и три новые аранжировки, созданные командой звукорежиссеров HAL Laboratory.

## Продажи и критика
| Сводный рейтинг       | Сводный рейтинг |
| Агрегатор             | Оценка          |
| --------------------- | --------------- |
| GameRankings          | 81,29 %         |
| Metacritic            | 82/100          |
| Иноязычные издания    |                 |
| Издание               | Оценка          |
| Destructoid           | 8/10            |
| EGM                   | 8/10            |
| Nintendo Life         | [ 2 ]           |
| Nintendo Power        | 8,5/10          |
| Nintendo World Report | 8/10            |

Игра получила положительные отзывы критиков, которые хвалят игру за количество контента. Средний балл игры на Metacritic составляет 82 из 100, GameRankings — 81,29 %.
По состоянию на 25 августа 2012 года продано 200 000 копий в Японии.

## Заметки
1. ↑  Известная в Японии как Hoshi no Kirby 20th Anniversary Special Collection (яп. 星のカービィ 20周年スペシャルコレクション Хоси но Ка:би: Ни-дзю-сю:нэн Супэсяру Корэкусён, «Звезда Кирби. Специальная коллекция в честь 20-летия»)